# Liste der Kulturgüter in Herisau
Die Liste der Kulturgüter in Herisau enthält alle Objekte in der Gemeinde Herisau im Kanton Appenzell Ausserrhoden, die gemäss der Haager Konvention zum Schutz von Kulturgut bei bewaffneten Konflikten, dem Bundesgesetz vom 20. Juni 2014 über den Schutz der Kulturgüter bei bewaffneten Konflikten sowie der Verordnung vom 29. Oktober 2014 über den Schutz der Kulturgüter bei bewaffneten Konflikten unter Schutz stehen.
Objekte der Kategorien A und B, die ausserhalb der Bauzone und in der Ortsbildschutzzone von nationaler Bedeutung unter die Zuständigkeit des Kantons fallen, sind vollständig in der Liste enthalten, Objekte der Kategorie C fehlen zurzeit (Stand: 1. Januar 2023). Unter übrige Baudenkmäler sind zusätzliche Objekte zu finden, die gemäss Schutzzonenplan im Geoportal als Kulturobjekte öffentlich-rechtlich unter Schutz gestellt sind und nicht bereits in der Liste der Kulturgüter des Bundes enthalten sind.

## Kulturgüter
| Foto |                                                                               | Objekt                                             | Kat. | Typ | Standort                                   | Beschreibung |
| ---- | ----------------------------------------------------------------------------- | -------------------------------------------------- | ---- | --- | ------------------------------------------ | --- |
| ja   | Datei hochladen · Wikidata zu Wetterhaus (Q19362442)                          | Wetterhaus KGS-Nr.: 00432                          | A    | G   | Platz 12 738934 / 249950                   | 1737 von Jakob Grubenmann für Kaufmann und Landesstatthalter Johann Laurenz Wetter (1694–1734) erbaut. Dominierendes Privathaus im Dorfzentrum, barockes Äusseres um 1820/30 mit klassizistischen Elementen versehen, 1977–1978 rekonstruiert und zuletzt 2009 renoviert. Das Haus besteht aus einem mit Eckquadern gefassten, quadratischen Vorderhaus mit Kontorräumen und herrschaftlichen Wohnungen sowie dem angefügten Hinterhaus für die Bediensteten. Die beiden ursprünglichen Sandsteinportale an Front und Rückseite des dem Platz zugewandten Vorderhauses sind erhalten. Im Innern Régence-Stuckaturen. Eine von drei Spiegeldecken mit Memento-mori-Bild zwischen den vier Jahreszeiten und Lebensaltern. |
| ja   | Datei hochladen · Wikidata zu Reformierte Kirche (Q2136910)                   | Reformierte Kirche KGS-Nr.: 00434                  | A    | G   | Platz 1a 738974 / 249964                   | Spätgotische Landkirche mit spätmittelalterlichem Turmschaft; im Innern Gipstonne mit reichen Rokoko-Stuckaturen, im Polygonalchor gekonnt verflochten mit spätgotischem Netzgewölbe. Bedeutendstes Baudenkmal des Kantons. Vorgängerkirche 907 erwähnt. Neu erbaut 1516–1520 vom Konstanzer Münsterbaumeister Lorenz Reder. Turmschaft bis zur Glockenstube 14. Jahrhundert: Zerstörung des Kircheninneren und des Turmaufbaus mit Glocken in den beiden Dorfbränden von 1559 und 1606. Die Mauern mit Steinmetzzeichen aus dem 16. Jahrhundert blieben intakt, ebenfalls das 1517 von Papst Julius II. gestiftete Wappen beim Nordeingang. Aufbau des heutigen Glockenstuhls und des Turmhelms 1741 durch Johannes Grubenmann. 1756 gegossene grosse Glocke, die Herrgottsglocke von Franz Anton Grieshaber mit Relief der Kreuzigungsszene, 1807 aus dem aufgehobenen Zisterzienserkloster Salem überführt, zählt zu den schönsten der Schweiz. Gesamtrenoviert 1782–1783: Gipsgewölbe an Stelle der Balkendecke, Ausstattung von Schiff und Chor mit Rokoko-Stuckaturen durch den Vorarlberger Andreas Moosbrugger; von demselben Kanzel und Taufstein aus Stuckmarmor. Eine von zwei Turmtüren datiert 1518; spätgotische Wandtabernakel, 1959–1960 rekonstruiert unter Verwendung des originalen Steinwerks. An der Ostseite Gedenkstein für 1871 in Herisau verstorbene Soldaten der Bourbaki-Armee. An der Nordseite spätgotische Seitenkapelle, «Schwätzchörli» genannt, jetzt Taufkapelle. Im Chor und in der Taufkapelle Glasgemälde von Jakob Lämmler, entstanden anlässlich der Renovation 1959–1960 von Max Rohner. Weitere Renovationen 2000–2001 sowie 2020–2022. Dorfbrunnen mit Soldatendenkmal von Walter Mettler 1921. Zusammen mit der jüngsten Renovation 2020–2022 Erweiterung um ein Nebengebäude durch Keller-Hubacher-Architekten.   |
| ja   | Datei hochladen · Wikidata zu Kantonales Regierungsgebäude (Q19362437)        | Kantonales Regierungsgebäude KGS-Nr.: 00435        | A    | G   | Obstmarkt 3 739012 / 249911                | 1912-1914 von Bollert & Herter, bis 1983 Appenzell Ausserrhodisches Staats- und Kantonalbankgebäude, 1984–1987 Umbau durch Auer & Möhrle. Hauptfassade auf Obstmarkt ausgerichtet, der urbane Platzwirkung erlangt durch grössere Geschäftshäuser, unter anderem das Kantonalbank-, heute UBS-Gebäude, 1977–1984 von Ernst Gisel. Interessantester Bauteil des Regierungsgebäudes: Tragkonstruktion aus Eisenbeton, technisch erwähnenswert die Konstruktion des Betongewölbes über dem Kantonsratssaal, statisch berechnet durch das Zürcher Ingenieurbüro Maillart. Niveau des Platzes ausgeglichen durch Terrasse, an Westecke Plastik Knabe mit Füllhorn auf Bär von Walter Mettler; Treppenaufgänge, flankiert von Putten (mit Kälbchen und Ziege = Viehzucht, mit Zahnrad und Sparbeutel = Industrie, Bankwesen) von Otto Münch. Weitere Bauplastik von Münch an Portalen und Erker. Dachfriesfresko (Appenzeller Häuser und Dorfansichten, Wappenbär, Volkstypen: Sennen, Stickerin, Landsknechte) von Ernst Georg Rüegg, 1914, aus Künstlerwettbewerb hervorgegangen. Im Kantonsratssaal bis heute fortgeführte Porträtreihe der Landammänner sowie Wappenscheiben der 20 Ausserrhoder Gemeinden von Rudolf Münger, 1914–1915. |
| ja   | Datei hochladen · Wikidata zu Rosenburg (Q2167053)                            | Ruine Ramsenburg KGS-Nr.: 00443                    | A    | G   | oberhalb Tüfenau 737090 / 250209           | Die Ramsenburg, auch Rosenburg genannt, wurde am alten Durchgang ins Toggenburg oberhalb der Höfe Teufenau, Ramsen und Schwänberg auf einer Nagelfluhkuppe errichtet und befindet sich heute westlich von Herisau. Erste Nennungen der Burg datieren auf Ende 13. Jahrhundert. Unklar ist, ob die Ringmauer und das in ihr befindliche Gebäude und dem zweiten Sodbrunnen nachträglich angebaut wurde. Dafür spricht der wenig wehrhafte Charakter der Anlage. Besonders gut erhalten ist der beinahe quadratische Bergfried mit einem 9 m tiefen Sodbrunnen. Umgeben ist dieser von einer in den Grundzügen noch vorhandenen (Ring)Mauer mit einem Hoftor im Westen und einem nachweisbaren Schartenfenster und Abflusskanal in der Ostmauer. In der Nordostecke sind Reste eines ummauerten Gebäudes erkennbar. |
| ja   | Datei hochladen · Wikidata zu Walsersches Doppelhaus (Q19362441)              | Walsersches Doppelhaus KGS-Nr.: 00445              | A    | G   | Platz 1, 2 738946 / 249996                 | Erbaut 1779 für Kaufmann und Kunstmäzen Johannes Walser (1739–1805). Kleine Quergiebel mit Stuckreliefs, westlicher Hausteil Allegorie des Krieges, östlicher Hausteil des Friedens; zwei Rokokoportale; Ostfassade rundbogiger Hauseingang, interessante Messingbeschläge auf radial genuteter Nussbaumtüre, geschmiedetes Rokoko-Balkongeländer, Gartenportal in reinem Louis-XVI Stil. Reiche Innenausstattung, vor allem im Hausteil Nr. 1, mit Genremalereien im 2. Obergeschoss und Rokokostuckaturen im Festsaal im 3. Obergeschoss. |
| ja   | Datei hochladen                                                               | Sittertobel-Brückenlandschaft KGS-Nr.: 05285       | A    | G   | 742386 / 251674                            | Ensemble von Brücken im Sittertobel; umfasst Eisenbahnbrücke BT, Eisenbahnbrücke SBB, Eisensteg Zweibruggen, Fürstenlandbrücke, Kräzern-Strassenbrücke mit Zollhaus, zwei Holzbrücken im Kubel, zwei Holzbrücken in Zweibruggen, Holzbrücke Spisegg und Wattbachbrücke. Das Ensemble von Brücken liegt verteilt auf den Gemeindegebieten von Herisau (KGS-Nr. 5285), Stein AR (KGS-Nr. 5291) und St. Gallen (KGS-Nr. 17031). |
| ja   | Datei hochladen · Wikidata zu Historisches Museum (Q19362436)                 | Historisches Museum KGS-Nr.: 08500                 | A    | S   | Oberdorfstrasse 2a 738944 / 249933         | Das Museum Herisau ist das Historische Museum des Kanton Appenzell Ausserrhoden. In seiner Dauerausstellung bietet es vielfältige Einblicke in den Alltag, die Politik und die Kultur der Region. Die Ausstellung behandelt verschiedene Themenbereiche, darunter Ritter und Burgen, Mobilität und Verkehr, Mühlen im Appenzellerland, Medizin und Kurwesen, Schulgeschichte sowie das Leben und Werk des Schriftstellers Robert Walser (1878–1956). Ebenso werden Ausserrhoder Wohn- und Musikkultur präsentiert. Zusätzlich dazu werden auch temporäre Ausstellungen präsentiert, die spezifische Aspekte der Appenzeller Geschichte beleuchten. Das Museum ist seit 1946 im ehemaligen, 1601 errichteten Alten Rathaus untergebracht. |
| ja   | Datei hochladen · Wikidata zu Staatsarchiv Appenzell Ausserrhoden (Q19309399) | Staatsarchiv Appenzell Ausserrhoden KGS-Nr.: 08787 | A    | S   | Schützenstrasse 1a 739079 / 250221         | Das Staatsarchiv Appenzell Ausserrhoden bewahrt die archivwürdigen Dokumente der Behörden, Ämter und Gerichte des Kantons Appenzell Ausserrhoden auf. Darüber hinaus übernimmt es wichtige historische Dokumente von öffentlichen Institutionen und privaten Quellen im Zusammenhang mit der Geschichte von Appenzell. Insgesamt umfasst das Archiv Stand 2023 etwa 3500 Laufmeter. Das bis zur Landesteilung entstandene Gemeinsame Archiv des Landes Appenzell liegt im Landesarchiv Appenzell Innerrhoden. Seit 2012 befindet sich das Staatsarchiv im eigens dafür errichteten Gebäude an der Schützenstrasse beim Zeughaus Ebnet. Es ist organisatorisch der Kantonskanzlei zugeordnet. |
| ja   | Datei hochladen · Wikidata zu Schwarzes Haus (Q19362439)                      | Schwarzes Haus KGS-Nr.: 09037                      | A    | G   | Cilanderstrasse 5 738539 / 249970          | Das Schwarze Haus steht exemplarisch für die bemerkenswerte Position von Herisau als Industriezentrum in der ostschweizerischen Textilverarbeitung des 18. und 19. Jahrhunderts. Zwischen 1740 und 1780 entstanden am Glattbach mehrere Indiennedruckereien, darunter auch das Schwarze Haus. Es ging aus einer mittleren Mühle hervor und erhielt durch den Umbau im Jahr 1778 sein heutiges Erscheinungsbild. Das Gebäude gilt als einzigartiges Beispiel für vorindustrielle Fabrikarchitektur und appenzellische Holzbaukunst. |
| ja   | Datei hochladen · Wikidata zu Zeughaus Ebnet (Q19362443)                      | Zeughaus Ebnet KGS-Nr.: 09094                      | A    | G   | Schützenstrasse 1 739092 / 250243          | Im Zuge der Mobilmachung im Ersten Weltkrieg entstand die Frage nach einem neuen Zeughaus. Bisher war das Korpsmaterial der in Herisau zu mobilisierenden Truppen auf die Standorte Herisau, Teufen und Appenzell verteilt worden. Um eine Zentralisierung zu ermöglichen, wurde das Material in der ehemaligen Gählerschen Appretur an der Steinreiselnstrasse untergebracht. Das Material des Schützenbataillons musste nach Frauenfeld ausgelagert werden. Der Standort für das neue Zeughaus wurde das Ebnet gewählt, das sich in der Mitte der Sammelplätze der drei Bataillone Kaserne, Ebnet und Säge befand. Die Umsetzung des Projekts verzögerte sich, unter anderem wegen der Ablehnung des Projekts auf der Landsgemeinde. Schliesslich griff der Bund ein und sicherte zu, den Bau zu übernehmen. Der Kanton musste lediglich die Mieten für die Lagerung des kantonalen Materials für die Werkstätten und das Zeugamtsbüro übernehmen. Der Kantonsrat und die Bürgerversammlung Herisau stimmten im Sommer 1917 diesem Vorschlag zu, und im selben Jahr begann der Bau. Der Planer war Alfred Ramseyer, während ab 1918 Fritz Hiller, ein Architekt aus Ellwangen bei Stuttgart und späterer Berner Stadtbaumeister, die Bauleitung übernahm. Heute ist das Zeughaus eines der prominentesten Heimatstilgebäude in Herisau und ein wichtiger Vertreter der Zeughausarchitektur in der Schweiz aufgrund seines lokalen Heimatbaustils. Mit der Errichtung und Erweiterung der Kaserne Herisau verlor das Zeughaus seine Bedeutung für den Bund. Als der Bund beschloss, die Berufsunteroffiziersschule nicht wie ursprünglich geplant im Zeughaus, sondern in der Kaserne Herisau unterzubringen, verlor das Zeughaus seinen Nutzen für den Bund. Der Kanton konnte das Gebäude übernehmen. Heute wird es als Justiz- und Polizeigebäude genutzt. |
| ja   | Datei hochladen · Wikidata zu Altes Rathaus (Q19362434)                       | Altes Rathaus KGS-Nr.: 10418                       | A    | G   | Schwänberg 2683 735958 / 250827            | Das Bürgerhaus wurde wahrscheinlich um 1630 von der vornehmen Schwänberger Familie Zubenbühler oder Elmer erbaut. Dies wird durch eine Bodenfliese belegt, die auf das Jahr 1630 zurückdatiert und dem Hafner Hans Casper Kesselbur zugeordnet werden kann. Eine weitere Fliese im dritten Obergeschoss trägt die Datierung 1627. Das Gebäude ist weitgehend im ursprünglichen Zustand erhalten geblieben, insbesondere die aufwändig gestalteten Grisaillemalereien, Intarsienportale und Türbeschläge. Es handelt sich um einen sechsgeschossigen, steilgiebeligen und grossdimensionierten Bau, und gilt als der einzige erhaltene Riegelbau dieser Art im Appenzellerland. Das Erdgeschoss besteht aus Stein und ist durch ein Sandsteintürgewände zugänglich. Trotz der heutigen Bezeichnung als „altes Rathaus“ hat der Riegelbau nie als Rathaus gedient. |
| ja   | Datei hochladen · Wikidata zu Rutenkaminhaus (Q19362438)                      | Rutenkaminhaus KGS-Nr.: 11802                      | A    | G   | Schwänberg 2690 735918 / 250734            | Das Rutenkaminhaus stammt aus dem Jahr 1491 und ist somit das älteste erhaltene Gebäude im Schwänberg. Im Inneren des Hauses finden sich Relikte eines spätmittelalterlichen Herrschaftshauses, wobei der Turmrumpf noch deutlich sichtbar ist. Ende des 15. Jahrhunderts wurde neben dem Turm ein Heidenhaus errichtet, das in Strickbauweise erbaut wurde. Im Jahr 1590 wurde es um den Turmrumpf erweitert und in ein giebelständiges Tätschdachhaus umgewandelt. Im 17. Jahrhundert erfolgte schliesslich der Umbau zum Steilgiebeldach, wodurch es sein heutiges Aussehen erhielt. In der Küche befinden sich drei Feuerstellen, über denen ein mächtiger Rutenkamin aus dem 17. Jahrhundert thront, der noch immer in Betrieb ist. In der Wohnstube haben sich Wandmalereien im Stil der Spätrenaissance erhalten. |
| ja   | Datei hochladen · Wikidata zu Wirtshaus «Bären» (Q29650573)                   | Wirtshaus «Bären» KGS-Nr.: 00440                   | B    | G   | Sturzenegg 2156 742104 / 251162            | Das Gebäude ist erstmals 1590 urkundlich erwähnt und ist seit dem 17. Jahrhundert als „Wirtschaft zum Bären“ bekannt. Von 1669 bis nach 1820 wurde die Wirtschaft von der politisch einflussreichen Familie der Rotscheussen. Der heute vorhandene 6-stöckige Strickbau mit Webkeller, Mansardgiebeldach und einem neueren angebauten Stadel geht auf Um- und Neubauten um 1789 zurück. |
| ja   | Datei hochladen · Wikidata zu Burgruine Rosenberg (Q2175404)                  | Burgruine Rosenberg KGS-Nr.: 00442                 | B    | F/G | Rosenberg 739166 / 251143                  | Die heute als Ruine erhaltene Burg Rosenberg befand sich ursprünglich auf einer Nagelfluhkuppe entlang der historischen Verbindung zwischen St. Gallen und Herisau. Von einem vermutlich aus dem 13. Jahrhundert stammenden palasartigen Wohnturm zeugen heute nur noch der burchsteinerne Kern der Umfassungsmauer. Sie hat die Masse von 19 bis 22 m Seitenlänge und zeugt von den gewaltigen Ausmassen des Gebäudes. Westlich der Burg erhebt sich ein durch Halsgraben von ihr getrenntes Plateau von etwa derselben Höhe. Dieses wurde durch einen zweiten noch vorhandenen Halsgraben gegen Westen geschützt. |
| ja   | Datei hochladen · Wikidata zu Burgruine Urstein (Q29650558)                   | Burgruine Urstein KGS-Nr.: 00444                   | B    | F/G | Urstein 742354 / 249993                    | Liegt am Westrand des wilden Urnäschtobels auf einem abschüssigen Geländesporn am Fluss Urnäsch. Die spärliche Überlieferung lassen keine genauen Datierungen zu. Kuchimeisters Chronik des St. Galler Chronisten Christian Kuchinmeister nennt die Zerstörung der Burg im Jahre 1275 im Zuge des Kampfes Rudolf von Rorschach als Burgherr und Ulrich von Ramswag um die von zwei Gegenäbten verliehenen Lehen. 1971 begonnene Ausgrabungen förderten Mauerteile der ehemals gänzlich zerstörten Burg zu Tage, die nachweislich aus mindestens zwei Zeitabschnitten stammen. Wahrscheinlich ist der grösste Teil der sonstigen Überreste durch Erosion durch die Urnäsch zerstört worden. |
| ja   | Datei hochladen · Wikidata zu Ehemalige Villa Buff am Nieschberg (Q29650564)  | Ehemalige Villa Buff am Nieschberg KGS-Nr.: 00448  | B    | G   | Nieschbergstrasse 2346 738773 / 248499     | Im Jahre 1907-1908 wurde die Villa Nieschberg, auch bekannt als Villa Buff und Villa Sorgenlos, von Ernst Ulrich Buff errichtet, einem Teilhaber und späteren Besitzer einer grossen Stickereifirma. Die Villa wurde als lebensreformerischer Gesundheitsbau nach baubiologischen Prinzipien konzipiert. Dazu gehörten eine Getreidemühle, ein Turm mit einem Windrad zur Stromproduktion sowie Terrassen und ein Wintergarten. Die Villa wurde durch ihren Besitzer Buff bekannt, der Kontakt zur Tessiner Monte-Verità-Bewegung hatte, was sowohl viel Opposition hervorrief als auch Buff zeitweise in den Herisauer Gemeinderat brachte. Die Villa wurde umfangreich restauriert und dient heute als Wohnort für Menschen mit psychischen, suchtbedingten oder kognitiven Beeinträchtigungen, betreut von der Stiftung besthope. |
| ja   | Datei hochladen · Wikidata zu Wissbachbrücke - Teil Herisau (Q130629478)      | Wissbach-Holzbrücke KGS-Nr.: 00461                 | B    | G   | Schwänberg 735432 / 250538                 | Die Wissbachbrücke, auch Schwänbergbrücke genannt, verbindet seit 1782 die Orte Schwänberg und Egg über den Wissbach. Sie wurde anstelle einer früheren Brücke von 1615 durch den Werkmeister Johannes Knellwolf aus Herisau errichtet. An einem Spannriegel ist bis heute eine Inschrift mit Angaben zu den am Bau beteiligten Personen zu finden. Die Brücke liegt hälftig auf Gemeindegebiet von Herisau (KGS-Nr. 00461) und Flawil im Kanton St. Gallen.(KGS-Nr. 14024). |
| ja   | Datei hochladen · Wikidata zu Bauernhaus (Q29650541)                          | Bauernhaus KGS-Nr.: 11487                          | B    | G   | Ädelswil 2430 737549 / 247288              | |
| ja   | Datei hochladen · Wikidata zu Bauernhaus (Q29650543)                          | Bauernhaus KGS-Nr.: 11490                          | B    | G   | Baldenwil 2607 734935 / 249474             | |
| ja   | Datei hochladen · Wikidata zu Bauernhaus (Q29650545)                          | Bauernhaus KGS-Nr.: 11541                          | B    | G   | Ufem Berg 2176 741211 / 250622             | |
| ja   | Datei hochladen · Wikidata zu Bauernhaus (Q29650530)                          | Bauernhaus KGS-Nr.: 11543                          | B    | G   | Dietelswil 2411 737970 / 248153            | |
| ja   | Datei hochladen · Wikidata zu Bauernhaus (Q29650548)                          | Bauernhaus KGS-Nr.: 11545                          | B    | G   | Engelen 2138 741659 / 251024               | Südwestlich der Sturtzenegg gelegen auf einem Moränerücken erbautes Bauernhaus. Traditionelles, fünfgeschossiges Holzgiebelhaus mit langem Stall auf der Westseite. Strickkonstruktion im innern sichtbar, die Ausstattung aus der zweiten Hälfte des 18. oder vom Anfang 19. Jahrhundert aufweist. |
| ja   | Datei hochladen · Wikidata zu Bauernhaus (Q29650551)                          | Bauernhaus KGS-Nr.: 11546                          | B    | G   | Hinterhof 2261 741787 / 249160             | |
| ja   | Datei hochladen · Wikidata zu Bauernhaus (Q29650552)                          | Bauernhaus KGS-Nr.: 11548                          | B    | G   | Mösli 2663 736584 / 251098                 | Doppeltes Bauernhaus, gestrickt und getäfert aus dem 17./18. Jahrhundert. Zwei ungleich hohe, aneinanderstossende Satteldächer in Giebelstellung und beiderseits anschliessenden Ökonomiegebäuden in Traufstellung. |
| ja   | Datei hochladen · Wikidata zu Bauernhaus (Q29650555)                          | Bauernhaus KGS-Nr.: 11549                          | B    | G   | Schochenberg 2832 737975 / 251368          | |
| ja   | Datei hochladen · Wikidata zu Bauernhaus (Q29650533)                          | Bauernhaus KGS-Nr.: 11552                          | B    | G   | Sturzenegg 2154 742209 / 251355            | |
| ja   | Datei hochladen · Wikidata zu Ehemalige Mühle (Q29650561)                     | Ehemalige Mühle KGS-Nr.: 11553                     | B    | G   | Zellersmüli 2807 737328 / 251349           | |
| ja   | Datei hochladen · Wikidata zu Bauernhaus (Q29650521)                          | Bauernhaus KGS-Nr.: 14858                          | B    | G   | Dietelswil 2410 738112 / 248282            | |
| ja   | Datei hochladen · Wikidata zu Bauernhaus (Q29650535)                          | Bauernhaus KGS-Nr.: 14860                          | B    | G   | Halden 2274 741408 / 248460                | |
| ja   | Datei hochladen · Wikidata zu Bauernhaus (Q29650539)                          | Bauernhaus KGS-Nr.: 14862                          | B    | G   | Schwellbrunnerstrasse 2422 737468 / 247669 | Rechts an der Strasse nach Schwellbrunn gelegener, viergeschossiger und ostsüdostwärts gerichteter Strickbau mit Webkeller und Tätschdach. Errichtet wohl im 16./17. Jahrhundert. |
| ja   | Datei hochladen · Wikidata zu Gasthaus mit Bäckerei (Q29650566)               | Gasthaus mit Bäckerei KGS-Nr.: 14863               | B    | G   | Buechschachen 2227 741412 / 249650         | |
| ja   | Datei hochladen · Wikidata zu Turbinenhäuschen (Q29650570)                    | Turbinenhäuschen KGS-Nr.: 14864                    | B    | G   | Schwänberg 2692 735439 / 250521            | 1917 wurde das Wasserkraftwerk Schwänberg mit dem 450 Meter langen Stüdlis-Weiher errichtet. Der Name erinnert an den Gründer des Kleinkraftwerkes, Johann Ulrich Stüdtli (1463–1956), einen regionalen Unternehmer. Es versorgte die Sägereien in Schachen und auf der Egg mit Energie. Im Jahr 1960 wurde das Wasserkraftwerk in die Stüdtli Holz AG integriert. 2004 ging es in die Hände des Appenzeller Energie-Vereins über, der das Wasserkraftwerk für umgerechnet 1,3 Millionen Franken sanierte, unter anderem aufgrund der bundesrätlichen Talsperrenverordnung von 1989. Allerdings zwangen hydrologische Veränderungen, die auf den Klimawandel zurückzuführen sind, zum Verkauf des Kleinkraftwerks für 500.000 CHF an die St.-Gallisch-Appenzellischen Kraftwerke (SAK). Die aktuelle Besitzerin ist die Idrel AG in Baar. Die Konzession des Kleinkraftwerks endet 2026. |
| BW   | Datei hochladen · Wikidata zu Wohnhaus (Q29650582)                            | Wohnhaus KGS-Nr.: 14865                            | B    | G   | Hinterhof 2140 741686 / 249468             | |
| ja   | Datei hochladen · Wikidata zu Wohnhaus (Q29650579)                            | Wohnhaus KGS-Nr.: 14867                            | B    | G   | Schochenberg 2827 738023 / 251374          | |
| ja   | Datei hochladen · Wikidata zu Wohnheim (Q29650587)                            | Wohnheim KGS-Nr.: 14868                            | B    | G   | Baldenwil 2599 735035 / 249626             | |

## Übrige Baudenkmäler
| ID   | Foto |                                                                         | Objekt                             | Typ | Standort                                    | Beschreibung |
| ---- | ---- | ----------------------------------------------------------------------- | ---------------------------------- | --- | ------------------------------------------- | --- |
| 11   | BW   | Datei hochladen                                                         | Haus                               | G   | Platz 6 738916 / 249998                     | |
| 15   | BW   | Datei hochladen                                                         | Haus                               | G   | Platz 7 738914 / 249985                     | |
| 16   | BW   | Datei hochladen                                                         | Haus                               | G   | Platz 8 738911 / 249975                     | |
| 19   | BW   | Datei hochladen                                                         | Haus                               | G   | Platz 11 738929 / 249950                    | |
| 20   | BW   | Datei hochladen                                                         | Haus                               | G   | Platz 12 738930 / 249951                    | |
| 21   | ja   | Datei hochladen · Wikidata zu Altes Rathaus (Q122933425)                | Altes Rathaus                      | G   | Oberdorfstrasse 2a 738946 / 249933          | Das Gebäude wurde 1601 errichtet. Nach einem Brand im Jahr 1606 wurde der Riegelbau auf einem Mauersockel mit Rundbogendurchgängen wiederaufgebaut. Der heutige Zustand des Gebäudes, einschliesslich der neueren Stuckdekorationen und der Verkleinerung der Sandsteinpfeiler mit Rundbögen in der Erdgeschosshalle, ist das Ergebnis von Renovierungsarbeiten im Jahr 1926. Seit 1946 beherbergt das Gebäude das Museum Herisau. |
| 22   | ja   | Datei hochladen · Wikidata zu Altes Pfarrhaus (Q122938626)              | Altes Pfarrhaus                    | G   | Oberdorfstrasse 2 738955 / 249933           | |
| 24   | ja   | Datei hochladen · Wikidata zu Haus (Q130646831)                         | Haus                               | G   | Oberdorfstrasse 4b 738936 / 249909          | |
| 52   | BW   | Datei hochladen                                                         | Haus                               | G   | Kasernenstrasse 10 739171 / 249972          | |
| 56   | BW   | Datei hochladen                                                         | Haus                               | G   | Kasernenstrasse 12 739190 / 249986          | |
| 58   | ja   | Datei hochladen · Wikidata zu Haus (Q130647150)                         | Haus                               | G   | Kasernenstrasse 17 739206 / 250022          | |
| 67   | ja   | Datei hochladen · Wikidata zu Haus (Q130647306)                         | Haus                               | G   | Buchenstrasse 2 739244 / 250045             | |
| 68   | BW   | Datei hochladen                                                         | Haus                               | G   | Buchenstrasse 4 739238 / 250060             | |
| 69   | ja   | Datei hochladen · Wikidata zu Haus (Q130647626)                         | Haus                               | G   | Buchenstrasse 5 739210 / 250072             | |
| 72   | BW   | Datei hochladen                                                         | Haus                               | G   | Rosenaustrasse 1 739261 / 250123            | |
| 92   | BW   | Datei hochladen                                                         | Schulhaus Landhaus                 | G   | Kasernenstrasse 33 739350 / 250129          | |
| 105  | BW   | Datei hochladen                                                         | Haus                               | G   | Kasernenstrasse 35 739385 / 250142          | |
| 108  | BW   | Datei hochladen                                                         | Haus                               | G   | Kasernenstrasse 37 739403 / 250155          | |
| 113  | BW   | Datei hochladen                                                         | Haus                               | G   | Kasernenstrasse 39 739420 / 250170          | |
| 117  | BW   | Datei hochladen                                                         | Haus                               | G   | Kasernenstrasse 41 739440 / 250184          | |
| 118  | BW   | Datei hochladen                                                         | Haus                               | G   | Kasernenstrasse 43 739461 / 250201          | |
| 121  | BW   | Datei hochladen                                                         | Kaserne                            | G   | Kasernenstrasse 45 739504 / 250255          | |
| 149  | BW   | Datei hochladen                                                         | Haus                               | G   | Saumstrasse 1 740115 / 250605               | |
| 159  | BW   | Datei hochladen                                                         | Restaurant «zum Tannenbaum»        | G   | Oberdorfstrasse 1 738975 / 249933           | |
| 160  | BW   | Datei hochladen                                                         | Haus                               | G   | Oberdorfstrasse 4 738960 / 249919           | |
| 162  | BW   | Datei hochladen                                                         | Haus                               | G   | Oberdorfstrasse 6 738964 / 249912           | |
| 164  | BW   | Datei hochladen                                                         | Haus                               | G   | Oberdorfstrasse 8 738952 / 249899           | |
| 165  | BW   | Datei hochladen                                                         | Haus                               | G   | Oberdorfstrasse 10 738951 / 249886          | |
| 166  | BW   | Datei hochladen                                                         | Haus                               | G   | Oberdorfstrasse 12 738962 / 249886          | |
| 167  | BW   | Datei hochladen                                                         | Haus                               | G   | Oberdorfstrasse 14 738972 / 249892          | |
| 168  | BW   | Datei hochladen                                                         | Haus                               | G   | Oberdorfstrasse 14a 738974 / 249885         | |
| 169  | ja   | Datei hochladen · Wikidata zu Zum Grossen Haus (Q130647830)             | Zum Grossen Haus                   | G   | Oberdorfstrasse 14b 738979 / 249875         | |
| 171  | BW   | Datei hochladen                                                         | Haus                               | G   | Oberdorfstrasse 16 738990 / 249889          | |
| 172  | BW   | Datei hochladen                                                         | Haus                               | G   | Oberdorfstrasse 16a 739019 / 249857         | |
| 173  | BW   | Datei hochladen                                                         | Haus                               | G   | Oberdorfstrasse 18a 739022 / 249872         | |
| 175  | BW   | Datei hochladen                                                         | Haus                               | G   | Oberdorfstrasse 18 739013 / 249884          | |
| 181  | BW   | Datei hochladen                                                         | Haus                               | G   | Oberdorfstrasse 20 739028 / 249881          | |
| 183  | BW   | Datei hochladen                                                         | Haus                               | G   | Oberdorfstrasse 22 739040 / 249889          | |
| 184  | BW   | Datei hochladen                                                         | Haus                               | G   | Oberdorfstrasse 24 739052 / 249889          | |
| 185  | BW   | Datei hochladen                                                         | Haus                               | G   | Oberdorfstrasse 26 739064 / 249891          | |
| 196  | BW   | Datei hochladen                                                         | Haus                               | G   | Oberdorfstrasse 33 739100 / 249907          | |
| 199  | BW   | Datei hochladen                                                         | Haus                               | G   | Oberdorfstrasse 34 739114 / 249892          | |
| 211  | BW   | Datei hochladen                                                         | Haus                               | G   | Oberdorfstrasse 42 739157 / 249893          | |
| 213  | BW   | Datei hochladen                                                         | Haus                               | G   | Oberdorfstrasse 44 739165 / 249894          | |
| 223  | BW   | Datei hochladen                                                         | Haus                               | G   | Oberdorfstrasse 53 739202 / 249931          | |
| 272  | BW   | Datei hochladen                                                         | Haus                               | G   | Oberdorfstrasse 67 739343 / 250009          | |
| 312  | BW   | Datei hochladen                                                         | Haus                               | G   | Oberdorfstrasse 93 739562 / 250147          | |
| 317  | BW   | Datei hochladen                                                         | Haus                               | G   | Oberdorfstrasse 95 739575 / 250160          | |
| 371  | BW   | Datei hochladen                                                         | Haus Zur Lerche                    | G   | Poststrasse 4 738887 / 249911               | |
| 372  | BW   | Datei hochladen                                                         | Haus Zum Baumgarten                | G   | Poststrasse 5 738917 / 249875               | |
| 382  | BW   | Datei hochladen                                                         | Haus                               | G   | Sonneggstrasse 10 738878 / 249685           | |
| 397  | BW   | Datei hochladen                                                         | Haus                               | G   | Eggstrasse 21 739259 / 249786               | |
| 409  | BW   | Datei hochladen                                                         | Haus                               | G   | Bergstrasse 16 738964 / 249664              | |
| 440  | BW   | Datei hochladen                                                         | Haus                               | G   | Steinegg 1 739628 / 249936                  | |
| 447  | BW   | Datei hochladen                                                         | Haus                               | G   | Steinrieselnstrasse 66 739694 / 250006      | |
| 473  | ja   | Datei hochladen · Wikidata zu Gemeindehaus (Q130681655)                 | Gemeindehaus                       | G   | Poststrasse 6 738868 / 249877               | |
| 474  | ja   | Datei hochladen · Wikidata zu Postgebäude (Q130681869)                  | Postgebäude                        | G   | Poststrasse 10 738840 / 249836              | |
| 478  | BW   | Datei hochladen                                                         | Kulturzentrum                      | G   | Poststrasse 9 738882 / 249830               | |
| 482  | ja   | Datei hochladen · Wikidata zu Altes Zeughaus (Q130705263)               | Altes Zeughaus Herisau             | G   | Poststrasse 13 738863 / 249784              | |
| 483  | ja   | Datei hochladen · Wikidata zu Schulhaus Zentrum Werken (Q130705642)     | Schulhaus Zentrum Werken           | G   | Poststrasse 12 738820 / 249798              | |
| 484  | ja   | Datei hochladen · Wikidata zu Schulhaus Emdwiese (Q130706048)           | Schulhaus Emdwiese / Grundbuchamt  | G   | Poststrasse 15 738837 / 249760              | |
| 486  | ja   | Datei hochladen · Wikidata zu Pfarrhaus Friedeck (Q130706739)           | Pfarrhaus Friedeck                 | G   | Poststrasse 14 738803 / 249769              | |
| 488  | ja   | Datei hochladen · Wikidata zu Haus (Q130707103)                         | Haus                               | G   | Poststrasse 19 738816 / 249707              | |
| 492  | BW   | Datei hochladen                                                         | Haus                               | G   | Wyburgweg 9 738865 / 249587                 | |
| 494  | ja   | Datei hochladen · Wikidata zu Fabrikantenhaus (Q130709706)              | Fabrikantenhaus                    | G   | Poststrasse 22 738810 / 249559              | |
| 500  | BW   | Datei hochladen                                                         | Haus                               | G   | Obere Sonnenbergstrasse 15 739033 / 249476  | |
| 529  | BW   | Datei hochladen                                                         | Haus                               | G   | Poststrasse 38 738921 / 249387              | |
| 605  | BW   | Datei hochladen                                                         | Schulhaus Wilen                    | G   | Alpsteinstrasse 9 739011 / 249173           | Das Schulhaus Wilen ist ein Schulgebäude in der Gemeinde Herisau, gelegen an der Alpsteinstrasse 9. Es wurde in den Jahren 1905 bis 1906 errichtet. Im Verlauf des 20. Jahrhunderts erfolgten verschiedene Bauphasen, in denen das Gebäude verändert oder erweitert wurde. |
| 606  | BW   | Datei hochladen                                                         | Haus                               | G   | Alpsteinstrasse 10 738961 / 249135          | |
| 607  | BW   | Datei hochladen                                                         | Haus                               | G   | Alpsteinstrasse 10a 738937 / 249137         | |
| 621  | BW   | Datei hochladen                                                         | Haus                               | G   | Alpsteinstrasse 11 738989 / 249135          | |
| 624  | BW   | Datei hochladen                                                         | Haus «Bienengarten»                | G   | Alpsteinstrasse 13b 739025 / 249112         | |
| 637  | BW   | Datei hochladen                                                         | Haus                               | G   | Nieschbergstrasse 2 738924 / 248975         | |
| 643  | BW   | Datei hochladen                                                         | Haus                               | G   | Alpsteinstrasse 21a 738997 / 249013         | |
| 668  | BW   | Datei hochladen                                                         | Kindergarten Langelen              | G   | Schulhausstrasse 6 739145 / 248868          | |
| 719  | BW   | Datei hochladen                                                         | Haus                               | G   | Alpsteinstrasse 52 739171 / 248622          | |
| 775  | BW   | Datei hochladen                                                         | Haus                               | G   | Windegg 5 738860 / 249986                   | |
| 776  | BW   | Datei hochladen                                                         | Haus                               | G   | Windegg 4 738873 / 249983                   | |
| 780  | BW   | Datei hochladen                                                         | Haus                               | G   | Windegg 2 738857 / 249955                   | |
| 781  | BW   | Datei hochladen                                                         | Haus                               | G   | Windegg 1 738885 / 249962                   | |
| 782  | BW   | Datei hochladen                                                         | Haus                               | G   | Schmiedgasse 2 738882 / 249942              | |
| 784  | BW   | Datei hochladen                                                         | Haus                               | G   | Schmiedgasse 4, 6 738862 / 249940           | |
| 787  | BW   | Datei hochladen                                                         | Haus                               | G   | Schmiedgasse 8 738841 / 249933              | |
| 788  | BW   | Datei hochladen                                                         | Nebengebäude                       | G   | Schmiedgasse 8a 738842 / 249950             | |
| 789  | BW   | Datei hochladen                                                         | Haus                               | G   | Schmiedgasse 10 738832 / 249932             | |
| 790  | BW   | Datei hochladen                                                         | Haus                               | G   | Schmiedgasse 12 738825 / 249928             | |
| 798  | BW   | Datei hochladen                                                         | Haus                               | G   | Schmiedgasse 14b 738809 / 249951            | |
| 803  | BW   | Datei hochladen                                                         | Haus                               | G   | Schmiedgasse 16a 738787 / 249922            | |
| 805  | BW   | Datei hochladen                                                         | Haus                               | G   | Schmiedgasse 16 738803 / 249919             | |
| 806  | BW   | Datei hochladen                                                         | Haus                               | G   | Schmiedgasse 18 738801 / 249913             | |
| 807  | BW   | Datei hochladen                                                         | Haus                               | G   | Schmiedgasse 20 738797 / 249904             | |
| 809  | BW   | Datei hochladen                                                         | Haus                               | G   | Schmiedgasse 24 738789 / 249886             | |
| 810  | BW   | Datei hochladen                                                         | Haus                               | G   | Schmiedgasse 26 738788 / 249880             | |
| 811  | BW   | Datei hochladen                                                         | Haus                               | G   | Schmiedgasse 28 738782 / 249868             | |
| 812  | BW   | Datei hochladen                                                         | Haus                               | G   | Schmiedgasse 30 738774 / 249860             | |
| 813  | BW   | Datei hochladen                                                         | Haus                               | G   | Schmiedgasse 23 738806 / 249881             | |
| 814  | BW   | Datei hochladen                                                         | Haus                               | G   | Schmiedgasse 25 738801 / 249871             | |
| 816  | BW   | Datei hochladen                                                         | Haus                               | G   | Schmiedgasse 27 738798 / 249859             | |
| 834  | BW   | Datei hochladen                                                         | Haus                               | G   | Schmiedgasse 46 738765 / 249778             | |
| 835  | ja   | Datei hochladen · Wikidata zu Mansardwalmdachhaus (Q130709864)          | Mansardwalmdachhaus                | G   | Schmiedgasse 48 738765 / 249760             | |
| 836  | BW   | Datei hochladen                                                         | Haus                               | G   | Schmiedgasse 50 738766 / 249752             | |
| 837  | BW   | Datei hochladen                                                         | Haus                               | G   | Schmiedgasse 52 738766 / 249745             | |
| 838  | ja   | Datei hochladen · Wikidata zu Giebelhaus (Q130710084)                   | Giebelhaus                         | G   | Schmiedgasse 54 738767 / 249735             | |
| 839  | ja   | Datei hochladen · Wikidata zu Doppelhaus (Q130710128)                   | Haus                               | G   | Schmiedgasse 56, 58 738766 / 249721         | |
| 841  | BW   | Datei hochladen                                                         | Haus                               | G   | Schmiedgasse 60 738767 / 249689             | |
| 842  | ja   | Datei hochladen · Wikidata zu Haus (Q130718821)                         | Haus                               | G   | Schmiedgasse 62, 62/l, 62/r 738775 / 249655 | |
| 844  | BW   | Datei hochladen                                                         | Haus                               | G   | Schmiedgasse 64 738784 / 249623             | |
| 860  | BW   | Datei hochladen                                                         | Haus                               | G   | Alte Steig 4, 6 738714 / 249839             | |
| 862  | BW   | Datei hochladen                                                         | Haus                               | G   | Alte Steig 8 738709 / 249834                | |
| 863  | BW   | Datei hochladen                                                         | Haus                               | G   | Alte Steig 10 738702 / 249825               | |
| 864  | BW   | Datei hochladen                                                         | Haus                               | G   | Alte Steig 12 738693 / 249819               | |
| 865  | BW   | Datei hochladen                                                         | Haus                               | G   | Alte Steig 13 738684 / 249794               | |
| 891  | BW   | Datei hochladen                                                         | Haus                               | G   | Industriestrasse 26 738665 / 249593         | |
| 973  | BW   | Datei hochladen                                                         | Haus                               | G   | Mühlehof 3 738470 / 249777                  | |
| 974  | BW   | Datei hochladen                                                         | Haus                               | G   | Mühlehof 4 738471 / 249778                  | |
| 991  | BW   | Datei hochladen                                                         | Haus                               | G   | Gossauerstrasse 1 738892 / 250013           | |
| 993  | BW   | Datei hochladen                                                         | Haus                               | G   | Gossauerstrasse 4 738901 / 250031           | |
| 995  | BW   | Datei hochladen                                                         | Haus                               | G   | Gossauerstrasse 6 738893 / 250035           | |
| 996  | BW   | Datei hochladen                                                         | Haus                               | G   | Gossauerstrasse 8 738883 / 250039           | |
| 997  | BW   | Datei hochladen                                                         | Haus                               | G   | Gossauerstrasse 7 738871 / 250024           | |
| 999  | BW   | Datei hochladen                                                         | Haus                               | G   | Gossauerstrasse 9 738862 / 250026           | |
| 1000 | BW   | Datei hochladen                                                         | Haus                               | G   | Gossauerstrasse 10 738867 / 250044          | |
| 1002 | BW   | Datei hochladen                                                         | Haus                               | G   | Gossauerstrasse 12 738852 / 250042          | |
| 1004 | BW   | Datei hochladen                                                         | Haus                               | G   | Gossauerstrasse 14 738839 / 250041          | |
| 1005 | BW   | Datei hochladen                                                         | Haus                               | G   | Gossauerstrasse 16 738828 / 250041          | |
| 1007 | BW   | Datei hochladen                                                         | Haus                               | G   | Gossauerstrasse 18 738818 / 250041          | |
| 1008 | BW   | Datei hochladen                                                         | Haus                               | G   | Gossauerstrasse 18a 738827 / 250056         | |
| 1011 | ja   | Datei hochladen · Wikidata zu Haus (Q130719903)                         | Haus                               | G   | Gossauerstrasse 17 738843 / 250023          | |
| 1016 | BW   | Datei hochladen                                                         | Haus                               | G   | Gossauerstrasse 17a 738839 / 250009         | |
| 1017 | BW   | Datei hochladen                                                         | Haus                               | G   | Gossauerstrasse 19 738830 / 250024          | |
| 1018 | BW   | Datei hochladen                                                         | Haus                               | G   | Gossauerstrasse 21 738827 / 250010          | |
| 1019 | BW   | Datei hochladen                                                         | Haus                               | G   | Gossauerstrasse 23 738816 / 250008          | |
| 1020 | BW   | Datei hochladen                                                         | Haus                               | G   | Gossauerstrasse 25 738796 / 250027          | |
| 1028 | BW   | Datei hochladen                                                         | Haus                               | G   | Gossauerstrasse 24 738806 / 250085          | |
| 1029 | BW   | Datei hochladen                                                         | Haus                               | G   | Gossauerstrasse 31, 31a 738765 / 250083     | |
| 1041 | BW   | Datei hochladen                                                         | Haus                               | G   | Gossauerstrasse 43 738743 / 250128          | |
| 1043 | BW   | Datei hochladen                                                         | Haus                               | G   | Gossauerstrasse 45 738740 / 250135          | |
| 1045 | BW   | Datei hochladen                                                         | Haus                               | G   | Gossauerstrasse 48 738750 / 250152          | |
| 1046 | BW   | Datei hochladen                                                         | Haus                               | G   | Spittel 1 738752 / 250154                   | |
| 1047 | BW   | Datei hochladen                                                         | Haus                               | G   | Spittel 3 738759 / 250158                   | |
| 1048 | BW   | Datei hochladen                                                         | Haus                               | G   | Spittel 5 738767 / 250163                   | |
| 1049 | BW   | Datei hochladen                                                         | Haus                               | G   | Spittel 7 738775 / 250167                   | |
| 1050 | BW   | Datei hochladen                                                         | Haus                               | G   | Spittel 9 738782 / 250172                   | |
| 1053 | BW   | Datei hochladen                                                         | Haus                               | G   | Gossauerstrasse 52 738749 / 250191          | |
| 1063 | BW   | Datei hochladen                                                         | Katholische Kirche                 | G   | Gossauerstrasse 62a 738633 / 250273         | |
| 1064 | BW   | Datei hochladen                                                         | Haus                               | G   | Gossauerstrasse 49 738728 / 250145          | |
| 1077 | BW   | Datei hochladen                                                         | Haus                               | G   | Bahnhofstrasse 6 738955 / 250068            | |
| 1079 | BW   | Datei hochladen                                                         | Haus                               | G   | Bahnhofstrasse 10 738899 / 250099           | |
| 1081 | BW   | Datei hochladen                                                         | Haus                               | G   | Bahnhofstrasse 7 738904 / 250066            | |
| 1082 | BW   | Datei hochladen                                                         | Haus                               | G   | Bahnhofstrasse 11 738868 / 250085           | |
| 1083 | BW   | Datei hochladen                                                         | Haus                               | G   | Bahnhofstrasse 13 738847 / 250095           | |
| 1085 | BW   | Datei hochladen                                                         | Haus                               | G   | Bahnhofstrasse 17 738819 / 250133           | |
| 1044 | BW   | Datei hochladen                                                         | Restaurant «Freihof»               | G   | Spittel 6 738793 / 250156                   | |
| 1119 | BW   | Datei hochladen                                                         | Haus                               | G   | Zeughausweg 3 738885 / 250190               | |
| 1120 | BW   | Datei hochladen                                                         | Haus                               | G   | Zeughausweg 5 738864 / 250204               | |
| 1123 | BW   | Datei hochladen                                                         | Haus                               | G   | Bahnhofstrasse 19 738780 / 250198           | |
| 1158 | BW   | Datei hochladen                                                         | Haus                               | G   | Mühlebühl 2 738594 / 250304                 | |
| 1159 | BW   | Datei hochladen                                                         | Haus                               | G   | Mühlebühl 3 738596 / 250316                 | |
| 1160 | BW   | Datei hochladen                                                         | Haus                               | G   | Mühlebühl 4 738598 / 250331                 | |
| 1162 | ja   | Datei hochladen · Wikidata zu Haus (Q130720085)                         | Haus                               | G   | Mühlebühl 20 738701 / 250454                | |
| 1163 | ja   | Datei hochladen · Wikidata zu Haus (Q130720187)                         | Haus                               | G   | Mühlebühl 24 738727 / 250479                | |
| 1166 | BW   | Datei hochladen                                                         | Haus                               | G   | Mühlebühl 22 738672 / 250478                | |
| 1167 | BW   | Datei hochladen                                                         | Haus                               | G   | Mühlebühl 21 738672 / 250476                | |
| 1169 | BW   | Datei hochladen                                                         | Haus                               | G   | Mühlebühl 18 738650 / 250441                | |
| 1171 | BW   | Datei hochladen                                                         | Haus                               | G   | Mühlebühl 16 738600 / 250430                | |
| 1173 | BW   | Datei hochladen                                                         | Haus                               | G   | Mühlebühl 15 738586 / 250409                | |
| 1180 | BW   | Datei hochladen                                                         | Haus                               | G   | Gossauerstrasse 65 738533 / 250277          | |
| 1181 | BW   | Datei hochladen                                                         | Haus                               | G   | Gossauerstrasse 63 738567 / 250249          | |
| 1182 | BW   | Datei hochladen                                                         | Haus                               | G   | Gossauerstrasse 64 738573 / 250281          | |
| 1235 | BW   | Datei hochladen                                                         | Haus                               | G   | Cilanderstrasse 25 738377 / 250527          | |
| 1254 | BW   | Datei hochladen                                                         | Haus                               | G   | Cilanderstrasse 14 738444 / 250215          | |
| 1255 | BW   | Datei hochladen                                                         | Haus                               | G   | Cilanderstrasse 16 738427 / 250239          | |
| 1302 | BW   | Datei hochladen                                                         | Kindergarten Kreuzweg II           | G   | Tobelackerstrasse 3 738304 / 250608         | |
| 1322 | BW   | Datei hochladen                                                         | Haus                               | G   | Untere Fabrik 21 738207 / 250567            | |
| 1396 | ja   | Datei hochladen · Wikidata zu Fachwerkhaus (Q130721613)                 | Fachwerkhaus                       | G   | Bachstrasse 1 739004 / 250072               | |
| 1398 | ja   | Datei hochladen · Wikidata zu Haus (Q130725510)                         | Haus                               | G   | Bachstrasse 7 739033 / 250057               | |
| 1399 | ja   | Datei hochladen · Wikidata zu Eckhaus (Q130726176)                      | Eckhaus                            | G   | Bachstrasse 9 739042 / 250057               | |
| 1405 | ja   | Datei hochladen · Wikidata zu Haus (Q130730511)                         | Haus                               | G   | Bachstrasse 13 739065 / 250063              | |
| 1406 | BW   | Datei hochladen                                                         | Haus                               | G   | Bachstrasse 13a 739063 / 250064             | |
| 1410 | ja   | Datei hochladen · Wikidata zu Doppelhaus-Hälfte (Q130730875)            | Doppelhaus-Hälfte                  | G   | Bachstrasse 15 739079 / 250051              | |
| 1411 | ja   | Datei hochladen · Wikidata zu Doppelhaus-Hälfte (Q130731295)            | Doppelhaus-Hälfte                  | G   | Bachstrasse 17 739087 / 250057              | |
| 1413 | ja   | Datei hochladen · Wikidata zu Doppelhaus-Hälfte (Q130731410)            | Doppelhaus-Hälfte                  | G   | Bachstrasse 19 739092 / 250063              | |
| 1414 | ja   | Datei hochladen · Wikidata zu Doppelhaus-Hälfte (Q130731624)            | Doppelhaus-Hälfte                  | G   | Bachstrasse 21 739096 / 250068              | |
| 1415 | ja   | Datei hochladen · Wikidata zu Haus (Q130731673)                         | Haus                               | G   | Bachstrasse 23 739101 / 250073              | |
| 1417 | ja   | Datei hochladen · Wikidata zu Wohnhaus (Q130737210)                     | Haus                               | G   | Bachstrasse 25 739107 / 250080              | |
| 1419 | BW   | Datei hochladen                                                         | Haus                               | G   | Bachstrasse 27 739115 / 250085              | |
| 1420 | BW   | Datei hochladen                                                         | Haus                               | G   | Bachstrasse 29 739124 / 250092              | |
| 1421 | BW   | Datei hochladen                                                         | Haus                               | G   | Bachstrasse 31 739132 / 250100              | |
| 1422 | BW   | Datei hochladen                                                         | Haus                               | G   | Bachstrasse 33 739139 / 250107              | |
| 1423 | BW   | Datei hochladen                                                         | Haus                               | G   | Bachstrasse 35 739147 / 250118              | |
| 1424 | ja   | Datei hochladen · Wikidata zu Eckhaus (Q130738001)                      | Eckhaus                            | G   | Bachstrasse 37 739141 / 250107              | |
| 1426 | ja   | Datei hochladen · Wikidata zu Haus am Bach (Q130739106)                 | Haus am Bach                       | G   | Bachstrasse 10 739061 / 250041              | |
| 1428 | ja   | Datei hochladen · Wikidata zu Haus Restaurant Taube (Q130739526)        | Haus Restaurant Taube              | G   | Bachstrasse 6 739040 / 250034               | |
| 1451 | ja   | Datei hochladen · Wikidata zu Fabrikantenbau (Q130739943)               | Fabrikantenbau                     | G   | Sonnenhof 1, 3, 5 739171 / 250081           | |
| 1472 | ja   | Datei hochladen · Wikidata zu Doppelhaus-Hälfte (Q130740512)            | Doppelhaus-Hälfte                  | G   | Buchenstrasse 9 739147 / 250117             | |
| 1473 | ja   | Datei hochladen · Wikidata zu Doppelhaus-Hälfte (Q130740803)            | Doppelhaus-Hälfte                  | G   | Buchenstrasse 11 739150 / 250121            | |
| 1474 | BW   | Datei hochladen                                                         | Haus                               | G   | Buchenstrasse 13 739152 / 250130            | |
| 1483 | BW   | Datei hochladen                                                         | Haus                               | G   | Buchenstrasse 15 739144 / 250153            | |
| 1484 | BW   | Datei hochladen                                                         | Haus                               | G   | Buchenstrasse 17 739143 / 250159            | |
| 1486 | ja   | Datei hochladen · Wikidata zu Eckhaus (Q130740834)                      | Eckhaus                            | G   | Buchenstrasse 22 739165 / 250178            | |
| 1489 | BW   | Datei hochladen                                                         | Haus                               | G   | Buchenstrasse 19 739132 / 250168            | |
| 1490 | BW   | Datei hochladen                                                         | Haus                               | G   | Buchenstrasse 21 739142 / 250178            | |
| 1492 | ja   | Datei hochladen · Wikidata zu Haus Restaurant Schmiedstube (Q130740880) | Haus Restaurant Schmiedstube       | G   | Buchenstrasse 24 739163 / 250188            | |
| 1502 | ja   | Datei hochladen · Wikidata zu Haus Restaurant Adler (Q130740912)        | Haus Restaurant Adler              | G   | Buchenstrasse 34 739161 / 250234            | |
| 1508 | ja   | Datei hochladen · Wikidata zu Altersheim Ebnet (Q130740946)             | Altersheim Ebnet                   | G   | Ebnetstrasse 1 739041 / 250144              | |
| 1513 | BW   | Datei hochladen                                                         | Haus                               | G   | Ebnetstrasse 9 738860 / 250271              | |
| 1514 | BW   | Datei hochladen                                                         | Haus                               | G   | Ebnetstrasse 11 738848 / 250273             | |
| 1515 | BW   | Datei hochladen                                                         | Haus                               | G   | Ebnetstrasse 12 738822 / 250289             | |
| 1516 | BW   | Datei hochladen                                                         | Haus                               | G   | Ebnetstrasse 15 738813 / 250314             | |
| 1521 | BW   | Datei hochladen                                                         | Haus                               | G   | Schützenstrasse 8 739152 / 250349           | |
| 1533 | BW   | Datei hochladen                                                         | Haus                               | G   | Akazienstrasse 4 739185 / 250312            | |
| 1543 | BW   | Datei hochladen                                                         | Haus                               | G   | Kreuzstrasse 15 739266 / 250298             | |
| 1544 | BW   | Datei hochladen                                                         | Haus                               | G   | Kreuzstrasse 17 739290 / 250305             | |
| 1553 | BW   | Datei hochladen                                                         | Haus                               | G   | Kreuzstrasse 24 739377 / 250357             | |
| 1553 | BW   | Datei hochladen                                                         | Nebengebäude                       | G   | Kreuzstrasse 24 739369 / 250345             | |
| 1554 | BW   | Datei hochladen                                                         | Haus                               | G   | Kreuzstrasse 26 739394 / 250381             | |
| 1555 | BW   | Datei hochladen                                                         | Haus                               | G   | Kreuzstrasse 28 739410 / 250401             | |
| 1556 | BW   | Datei hochladen                                                         | Haus                               | G   | Kreuzstrasse 25 739370 / 250386             | |
| 1557 | BW   | Datei hochladen                                                         | Haus                               | G   | Kreuzstrasse 27 739383 / 250404             | |
| 1564 | BW   | Datei hochladen                                                         | Kreuzkapelle                       | G   | Kreuzstrasse 41 739502 / 250573             | |
| 1578 | BW   | Datei hochladen                                                         | Kreckelhof                         | G   | Kreckel 6, 8 739860 / 250695                | |
| 1581 | BW   | Datei hochladen                                                         | Wohnheim Kreuzstrasse              | G   | Kreckel 1 739725 / 250689                   | |
| 1582 | BW   | Datei hochladen                                                         | Nebengebäude Wohnheim Kreuzstrasse | G   | Kreckel 1 739742 / 250716                   | |
| 1583 | BW   | Datei hochladen                                                         | Nebengebäude Wohnheim Kreuzstrasse | G   | Kreckel 1 739712 / 250717                   | |
| 1591 | BW   | Datei hochladen                                                         | Haus                               | G   | Waisenhausstrasse 10 739105 / 250467        | |
| 1594 | BW   | Datei hochladen                                                         | Haus                               | G   | Scheffelstrasse 1 739170 / 250371           | |
| 1595 | BW   | Datei hochladen                                                         | Haus                               | G   | Schützenstrasse 9 739174 / 250411           | |
| 1597 | BW   | Datei hochladen                                                         | Haus                               | G   | Schützenstrasse 11 739195 / 250433          | |
| 1889 | BW   | Datei hochladen                                                         | Haus                               | G   | Schlossstrasse 30 738204 / 249330           | |
| 1893 | BW   | Datei hochladen                                                         | Haus                               | G   | Schlossstrasse 36 738187 / 249281           | |
| 1895 | BW   | Datei hochladen                                                         | Haus                               | G   | Schlossstrasse 39 738194 / 249200           | |
| 1897 | BW   | Datei hochladen                                                         | Haus                               | G   | Schlossstrasse 42 738161 / 249190           | |
| 1912 | BW   | Datei hochladen                                                         | Haus                               | G   | Brugg 1912 738040 / 249575                  | |
| 1914 | BW   | Datei hochladen                                                         | Haus                               | G   | Brugg 1914 738023 / 249550                  | |
| 1917 | BW   | Datei hochladen                                                         | Haus                               | G   | Brugg 1917 737993 / 249578                  | |
| 1918 | BW   | Datei hochladen                                                         | Haus                               | G   | Brugg 1918 737968 / 249587                  | |
| 1919 | BW   | Datei hochladen                                                         | Haus                               | G   | Brugg 1919 738008 / 249605                  | |
| 1942 | BW   | Datei hochladen                                                         | Haus                               | G   | Schwellbrunnerstrasse 56 738068 / 249234    | |
| 1947 | BW   | Datei hochladen                                                         | Haus                               | G   | Schwellbrunnerstrasse 68 738040 / 249061    | |
| 1956 | BW   | Datei hochladen                                                         | Haus                               | G   | Schwellbrunnerstrasse 70 738029 / 249045    | |
| 1968 | BW   | Datei hochladen                                                         | Haus                               | G   | Schwellbrunnerstrasse 72 737996 / 249045    | |
| 1973 | BW   | Datei hochladen                                                         | Haus                               | G   | Ifangstrasse 11 737756 / 248748             | |
| 1979 | BW   | Datei hochladen                                                         | Haus                               | G   | Degersheimerstrasse 35 A 738078 / 249901    | |
| 1989 | BW   | Datei hochladen                                                         | Haus                               | G   | Degersheimerstrasse 50 738049 / 250136      | |
| 1996 | BW   | Datei hochladen                                                         | Gebäude Psychiatrisches Zentrum    | G   | Krombach 3 737851 / 249953                  | |
| 1997 | BW   | Datei hochladen                                                         | Gebäude Psychiatrisches Zentrum    | G   | Krombach 4 737762 / 250064                  | |
| 1998 | BW   | Datei hochladen                                                         | Gebäude Psychiatrisches Zentrum    | G   | Krombach 5 737824 / 249879                  | |
| 1999 | BW   | Datei hochladen                                                         | Gebäude Psychiatrisches Zentrum    | G   | Krombach 6 737737 / 249867                  | |
| 2000 | BW   | Datei hochladen                                                         | Gebäude Psychiatrisches Zentrum    | G   | Krombach 7 737778 / 249943                  | |
| 2001 | BW   | Datei hochladen                                                         | Gebäude Psychiatrisches Zentrum    | G   | Krombach 8 737684 / 249903                  | |
| 2002 | BW   | Datei hochladen                                                         | Gebäude Psychiatrisches Zentrum    | G   | Krombach 9 737613 / 249837                  | |
| 2003 | BW   | Datei hochladen                                                         | Gebäude Psychiatrisches Zentrum    | G   | Krombach 10 737579 / 249825                 | |
| 2004 | BW   | Datei hochladen                                                         | Gebäude Psychiatrisches Zentrum    | G   | Krombach 11 737716 / 249985                 | |
| 2005 | BW   | Datei hochladen                                                         | Gebäude Psychiatrisches Zentrum    | G   | Krombach 12 737637 / 249976                 | |
| 2006 | BW   | Datei hochladen                                                         | Gebäude Psychiatrisches Zentrum    | G   | Krombach 13 737658 / 250035                 | |
| 2240 | BW   | Datei hochladen                                                         | Haus                               | G   | Hinterhof 2240 741686 / 249467              | |
| 2047 | BW   | Datei hochladen                                                         | Haus                               | G   | Huebstrasse 16 737984 / 249784              | |
| 2060 | BW   | Datei hochladen                                                         | Haus                               | G   | Huebstrasse 34 737638 / 249735              | |
| 2073 | BW   | Datei hochladen                                                         | Haus                               | G   | Huebstrasse 48 737452 / 249684              | |
| 2074 | BW   | Datei hochladen                                                         | Haus                               | G   | Huebstrasse 50 737418 / 249674              | |
| 2075 | BW   | Datei hochladen                                                         | Haus                               | G   | Huebstrasse 52 737418 / 249675              | |
| 2076 | BW   | Datei hochladen                                                         | Haus                               | G   | Huebstrasse 54 737388 / 249659              | |
| 2199 | BW   | Datei hochladen                                                         | Haus                               | G   | Saum 2199 741086 / 250232                   | |
| 2203 | BW   | Datei hochladen                                                         | Haus                               | G   | Saumhalde 11 740843 / 250008                | |
| 2333 | BW   | Datei hochladen                                                         | Haus                               | G   | Langelen 2333 739407 / 248795               | |
| 2334 | BW   | Datei hochladen                                                         | Haus                               | G   | Langelen 2334 739383 / 248787               | |
| 2407 | BW   | Datei hochladen                                                         | Haus                               | G   | Schlosswilen 2407 738101 / 248595           | |
| 2537 | BW   | Datei hochladen                                                         | Haus                               | G   | Stuel 2537 736803 / 249289                  | |
| 2575 | BW   | Datei hochladen                                                         | Haus                               | G   | Moos 2575 736077 / 249428                   | |
| 2598 | BW   | Datei hochladen                                                         | Haus                               | G   | Nünegg 2598 735141 / 249032                 | |
| 2619 | BW   | Datei hochladen                                                         | Haus                               | G   | Ramsen 2619 737101 / 250825                 | |
| 2631 | BW   | Datei hochladen                                                         | Haus                               | G   | Ramsen 2631 736806 / 250708                 | |
| 2679 | BW   | Datei hochladen                                                         | «Elmer»-Haus                       | G   | Schwänberg 2679 736025 / 250822             | |
| 2681 | ja   | Datei hochladen · Wikidata zu Weisses Haus (Q130744637)                 | Weisses Haus                       | G   | Schwänberg 2681 735984 / 250837             | |
| 2687 | BW   | Datei hochladen                                                         | Haus                               | G   | Schwänberg 2687 735976 / 250803             | |
| 2688 | ja   | Datei hochladen · Wikidata zu Gasthaus Sternen (Q130745550)             | Gasthaus Sternen                   | G   | Schwänberg 2688 735954 / 250786             | |
| 2689 | BW   | Datei hochladen                                                         | Haus                               | G   | Schwänberg 2689 735926 / 250800             | |
| 2694 | BW   | Datei hochladen                                                         | Bauernhaus Nr. 2694                | G   | Schwänberg 2694 735846 / 250702             | |
| 4311 | BW   | Datei hochladen                                                         | Haus                               | G   | Spittel 11 738789 / 250177                  | |
| 4957 | BW   | Datei hochladen                                                         | Haus                               | G   | Schwellbrunnerstrasse 66 738048 / 249075    | |
| 5079 | BW   | Datei hochladen                                                         | Haus                               | G   | Steinrieselnstrasse 66 A 739707 / 250009    | |
| 5106 | BW   | Datei hochladen                                                         | Haus                               | G   | Steinrieselnstrasse 66 B 739720 / 250014    | |
| 5147 | ja   | Datei hochladen · Wikidata zu Haus (Q130746429)                         | Haus                               | G   | Bachstrasse 5 739021 / 250054               | |
| 6101 | BW   | Datei hochladen                                                         | Haus                               | G   | Sedelstrasse 5 740050 / 249975              | |

Legende: Siehe Legende der Liste der Kulturgüter von nationaler und regionaler Bedeutung. Anstelle der KGS-Nummer wird als Objekt-Identifikator (ID) die Gebäudenummer der kantonalen Denkmalpflege angegeben.